# Edmund Gunsch
Edmund Gunsch (ur. 1941 w Sępólnie Krajeńskim, zm. 25 października 2013 w Berlinie) – polski i niemiecki malarz, grafik, rysownik i rzeźbiarz tworzący w Berlinie. 

## Życiorys
Wychował się w Stargardzie. Studiował malarstwo na Akademii Sztuk Pięknych w Gdańsku pod kierunkiem prof. Stanisława Teisseyre oraz prof. Jacka Żuławskiego. W 1981 zamieszkał w Berlinie, rok później wyjechał do Paryża, gdzie kontynuował naukę, w 1986 zamieszkał w Berlinie na stałe. Jego prace były prezentowane na wystawach w Polsce, Niemczech, Bułgarii, Francji, na Węgrzech i Litwie. Zmarł w Berlinie, został pochowany na cmentarzu w Stargardzie.

## Twórczość
Edmund Gunsch był artystą wszechstronnym, poza malarstwem uprawiał grafikę, rysunek, kolaż i rzeźbę. Posługiwał się farbami olejnymi, akwarelą, akrylem, a nawet farbami i lakierami stosowanymi do malowania podwozi samochodowych. Najczęstszym motywem były: miasto, natura i pejzaże. Często malował bukiety kwiatów w wazonach, które przedstawiał w stylu impresjonizmu; bywało, że obrysowywał jej mocnym, ekspresjonistycznym konturem nadając mu cechy witrażu. Rysunki tworzył przy pomocy tuszu, kredki, pędzla, czasami ołówka lub długopisu. Tworząc grafiki posługiwał się techniką mieszaną, przedstawiały surrealistyczne kompozycje. Kolaże tworzył z rysunków otoczonych geometrycznymi formami, które pokrywał zalakierowaną folią. Rzeźby Edmunda Gunscha powstawały poprzez łączenie drewna ze szkłem, rzadziej z metalami szlachetnymi, często ich elementem były zapalone świece.  